# Leandro Suhr
Leandro Suhr Avondet (Tarariras, Colonia, Uruguay; 24 de septiembre de 1997) es un futbolista uruguayo que juega como extremo derecho en Sarmiento de Junín, de la Primera División de Argentina.

## Estadísticas

### Clubes
Actualizado hasta su último partido disputado el 26 de julio de 2025.
| Club                         | Div.          | Temporada     | Liga  | Liga  | Liga   | Copas nacionales | Copas nacionales | Copas nacionales | Torneos internacionales | Torneos internacionales | Torneos internacionales | Total | Total | Total  |
| Club                         | Div.          | Temporada     | Part. | Goles | Asist. | Part.            | Goles            | Asist.           | Part.                   | Goles                   | Asist.                  | Part. | Goles | Asist. |
| ---------------------------- | ------------- | ------------- | ----- | ----- | ------ | ---------------- | ---------------- | ---------------- | ----------------------- | ----------------------- | ----------------------- | ----- | ----- | ------ |
| Plaza Colonia · Uruguay      | 1.ª           | 2016          | 2     | 0     | 0      | —                | —                | —                | —                       | —                       | —                       | 2     | 0     | 0      |
| Plaza Colonia · Uruguay      | 1.ª           | 2017          | 11    | 0     | 1      | —                | —                | —                | —                       | —                       | —                       | 11    | 0     | 1      |
| Plaza Colonia · Uruguay      | 2.ª           | 2018          | 22    | 5     | 3      | —                | —                | —                | —                       | —                       | —                       | 22    | 5     | 3      |
| Plaza Colonia · Uruguay      | 1.ª           | 2019          | 31    | 3     | 7      | —                | —                | —                | —                       | —                       | —                       | 31    | 3     | 7      |
| Plaza Colonia · Uruguay      | 1.ª           | 2020          | 33    | 4     | 8      | —                | —                | —                | 4                       | 0                       | 1                       | 33    | 4     | 9      |
| Plaza Colonia · Uruguay      | 1.ª           | 2021          | 24    | 3     | 2      | —                | —                | —                | —                       | —                       | —                       | 24    | 3     | 2      |
| Plaza Colonia · Uruguay      | 1.ª           | 2022          | 32    | 0     | 1      | 4                | 0                | 0                | 2                       | 0                       | 0                       | 32    | 0     | 1      |
| Plaza Colonia · Uruguay      | Total club    | Total club    | 155   | 15    | 22     | 4                | 0                | 0                | 6                       | 0                       | 1                       | 165   | 15    | 23     |
| C. A. Boston River · Uruguay | 1.ª           | 2023          | 18    | 0     | 1      | 1                | 0                | 0                | 3                       | 0                       | 0                       | 22    | 0     | 1      |
| C. A. Boston River · Uruguay | 1.ª           | 2024          | 36    | 3     | 4      | 3                | 0                | 0                | —                       | —                       | —                       | 39    | 3     | 4      |
| C. A. Boston River · Uruguay | Total club    | Total club    | 54    | 3     | 5      | 4                | 0                | 0                | 3                       | 0                       | 0                       | 61    | 3     | 5      |
| Sarmiento de Junín Argentina | 1.ª           | 2025          | 14    | 1     | 0      | 1                | 0                | 0                | —                       | —                       | —                       | 15    | 1     | 0      |
| Sarmiento de Junín Argentina | Total club    | Total club    | 14    | 1     | 0      | 1                | 0                | 0                | 0                       | 0                       | 0                       | 15    | 1     | 0      |
| Total carrera                | Total carrera | Total carrera | 223   | 19    | 27     | 9                | 0                | 0                | 9                       | 0                       | 1                       | 241   | 19    | 28     |
| 1. 2.                        |               |               |       |       |        |                  |                  |                  |                         |                         |                         |       |       |        |

## Palmarés

### Títulos nacionales
| Título           | Club          | País    | Año    |
| ---------------- | ------------- | ------- | ------ |
| Primera División | Plaza Colonia | Uruguay | A-2021 |

### Otros logros
- Ascenso a la Primera División de Uruguay con Plaza Colonia en 2018.

### Distinciones individuales
| Distinción                           | Año  |
| ------------------------------------ | ---- |
| Máximo asistidor del Torneo Clausura | 2020 |